# Entex Select-A-Game
O Entex Select-A-Game foi um console portátil lançado em 1981 pela Entex Industries. 
Apenas seis jogos foram lançados para o console: Baseball 4, Basketball 3, Football 4, Pac-Man 2, Pinball, e Space Invader 2, o último sendo entregue com o console. Também havia dois outros jogos que foram mencionados em algumas das caixas e material impresso (Battleship e Turtles) mas eles nunca foram vistos.
Pac-Man 2 é o jogo mais raro desse console, pois a Entex foi forçada a tirar o jogo do mercado após fazer um acordo com a Coleco, que possuía os direitos autorais do jogo em sistemas portáteis.

## Galeria

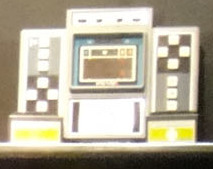
Entex Select-A-Game em um museu de videogames